# Igor Țîgîrlaș
Igor Tîgîrlaș (n. 24 februarie 1984, Chișinău) este un jucător moldovean de fotbal, în prezent legitimat la Metalurg Zaporijia (Ucraina), dar împrumutat la Cernomoreț Odesa și component al echipei naționale de fotbal a Republicii Moldova.